# José Geraldo da Cruz (político)
José Geraldo da Cruz foi um farmacêutico e político de Juazeiro do Norte. Fundador da "Farmácia dos Pobres", a primeira de Juazeiro do Norte, e prefeito da cidade.

## Biografia
Geraldo atuou por 17 anos como enfermeiro do Padre Cícero, e é considerado seu sucessor político, sendo prefeito da cidade por 5 mandatos, iniciando a tradição política da família, que continuou com o seu filho, Carlos Cruz, que foi prefeito de Juazeiro do Norte por duas vezes e deputado estadual, e pela neta Ana Paula Cruz, ex-deputada estadual . Em 1913, fundou a 1ª farmácia de manipulação da cidade – “Farmácia dos Pobres”  – que permanece em atividade  que produz a milagrosa fórmula “Bálsamo da Vida”, famoso remédio usado pelos romeiros.  A receita mantida em segredo absoluto na família.

### Carreira política
Quando prefeito, doou um terreno de sua propriedade, para instalar filial da agência do BNB, na cidade. Descobriu em seu afilhado de batismo,  Adauto Bezerra, a vocação políticas, o lançando deputado estadual em 1958, pela UDN, o elegendo com expressiva votação. Adauto, em pouco tempo, grande um líder político, em todo o Ceará, chegando à Presidência da Assembleia e como governador do Estado  notabilizou-se  como profícuo  administrador. José Geraldo construiu a 1º  escola da cidade e a 1ª Escola Rural da região do Cariri. Fez a estrada Juazeiro do Norte a Missão Velha,  em 1930, quando prefeito pela 2ª vez, e outras obras propugnadoras do desenvolvimento da cidade.